# Chondropyxis halophila
Chondropyxis es un género monotípico de plantas con flores perteneciente a la familia de las asteráceas. Su única especie: Chondropyxis halophila, es originaria de Australia.

## Descripción
Es una  hierba semi-suculenta, erecta y anual, que alcanza un tamaño de  0,01-0,07 m de altura. Las flores son de color amarillo-marrón, floreciendo desde septiembre a octubre en los suelos de arena y yesosos, en los márgenes de los lagos salados de Australia Occidental.

## Taxonomía
Chondropyxis halophila fue descrita por  D.A.Cooke  y publicado en Flora of South Australia (ed. 4) 3: 1613. 1986.